# Effet cis
En chimie de coordination, l'effet cis se manifeste par la déstabilisation des ligands carbonyle CO lorsqu'ils sont en position cis par rapport à d'autres ligands. Le carbonyle est un π-accepteur fort en chimie des composés organométalliques qui devient labile en position cis à d'autres ligands en raison d'effets stériques et électroniques. Les systèmes dont l'effet cis est le plus étudié sont des complexes octaédriques de formule générale M(CO)5X, où X est le ligand qui rend labile le carbonyle en position cis par rapport à lui. On l'observe en effet dans les complexes octaédriques hexacoordonnés de métaux de transition, contrairement à l'effet trans, observé dans les complexes à géométrie carrée plane tétracoordonnée. On a pu montrer que les ligands qui sont des σ-donneurs forts et ne sont pas π-accepteurs tendent à présenter l'effet cis le plus marqué. Ce dernier a donc les caractéristiques inverses de l'effet trans, dont les ligands les plus sensibles sont à la fois σ-donneurs forts et π-accepteurs forts,,.

## Compte d'électrons dans les carbonyles de métal
Les complexes M(CO)5X de métaux de transition du groupe 6 et du groupe 7 du tableau périodique sont les plus sensibles à l'effet cis, rendant labile le ligand carbonyle CO en position cis par rapport au ligand X. Le ligand carbonyle donne deux électrons au complexe et est électriquement neutre, de sorte qu'il ne modifie pas le compte d'électrons du complexe. Pour les complexes de métaux de transition de formule générique M(CO)5X, les métaux du groupe 6 M0 à l'état d'oxydation 0 se coordonnent à un ligand X neutre, tandis que les métaux du groupe 7 M+ à l'état d'oxydation +1 se coordonnent à un ligand X− anionique, ce qui forme des complexes très stables à 18 électrons. Les complexes de métaux de transition présentent en effet 9 orbitales de valence qui forment les édifices moléculaires les plus stables lorsqu'elles sont occupées par 18 électrons. On pense que la dissociation du complexe à 18 électrons conduit à la formation d'un intermédiaire pyramidal à base carrée qui réduit l'énergie du complexe M(CO)4X, ce qui accroît la vitesse de réaction.

## Comparaison de l'effetcisinduit par différents ligands
On peut classer les ligands en fonction de l'intensité de l'effet cis qu'ils induisent :
CO, AuPPh3, H−, SnPh3, GePh3, M(CO)n < P(O)Ph3 < PPh3 < I− < CH3SO2−, NC5H5 < CH3CO < Br−, NCO− < Cl− < NO3−.
Les ligands anioniques tels que F−, Cl−, OH− et SH− induisent un effet cis particulièrement fort dans les complexes [M(CO)5L]−. Cela provient du fait qu'ils tendent à stabiliser l'intermédiaire à 16 électrons en cédant des électrons du doublet non liant de l'orbitale p-π. Les ligands contenant du soufre, notamment le thiobenzoate, induisent un effet cis particulièrement efficace, qu'on peut expliquer par l'interaction de l'oxygène du thiobenzoate avec le métal : cela limiterait l'interaction avec le solvant, et stabiliserait l'intermédiaire à 16 électrons issus du départ du carbonyle labile.